# Assedio di Granville
L'assedio di Granville è stata una battaglia delle guerre di Vandea, avvenuta il 14 novembre 1793, a Granville, combattuta tra l'esercito repubblicano francese e l'Esercito cattolico e reale.

## Antefatti
I vandeani ricevettero una lettera dal ministro scozzese Henry Dundas, che gli confermò che il Regno di Gran Bretagna è pronto ad aiutare l'esercito vandeano se questi riescono ad occupare un porto che possa ospitare la marina inglese. Nel frattempo arrivò dall'Inghilterra un altro emissario Louis de La Haye-Saint-Hilaire che a nome degli emigrati francesi consegnò un messaggio del generale Guy-Ambroise, marchese di Dresnay, che si è era stabilito nell'isola di Jersey dal 1791, in cui informò i vandeani che aveva un esercito di emigrati nell'isola e che gli inglesi si erano rifiutati di unirsi a lui, dato che preferivano occupare un porto sulla costa francese, conquistato dai vandeani.
I generali vandeani non potevano rifiutare l'assistenza britannica, quindi decisero in un primo momento di marciare su Saint-Malo, ma poi l'arrivo di due nuovi ufficiali del consiglio vandeano fece cambiare i piani. Il primo di essi era Charles Bougon-Langrais, amico di Charlotte Corday, repubblicano ma girondino, che partecipò alle rivolte federaliste. Catturato dai vandeani, che lo ritennero una spia non venne fucilato per l'intervento di Antoine de Talmont che gli diede fiducia. Il secondo era D'Obenheim, un ufficiale del genio anche lui federalista, che prese parte alla difesa di Fougères, dove fu catturato dai vandeani, ma era un vecchio amico e compagno d'armi di Bernard de Marigny che garantì per lui.
Bougon consigliò ai vandeani di attaccare Cherbourg, che era protetto solo da attacchi provenienti dal mare e aveva poche difese per contrastare un attacco da terra, e questa sua proposta fu sostenuta anche da Talmont. D'Obenheim invece propose di marciare su Granville, città che conosceva alla perfezione perché lui stesso prese parte alla costruzione delle sue difese. Henri de La Rochejaquelein approvò questo piano e alla fine si decise di attaccare Granville.
L'8 novembre, dopo quattro giorni di riposo, l'esercito vandeano, forte di 30 000 uomini si iniziò a muovere verso Granville, lasciando negli ospedali di Fougères tutti i feriti gravi. I soldati vandeani non erano molto entusiasti di allontanarsi così tanto dalla Vandea, Stofflet infatti, non essendo d'accordo con questo piano, si portò con l'avanguardia in direzione di Rennes, attraversando la città senza incontrare resistenza, ma il resto del suo esercito non lo aveva seguito e, temendo di rimanere isolato, fu costretto a tornare indietro e raggiunse il grosso dell'esercito a Antrain.
Il 10 novembre l'esercito vandeano entrò a Dol-de-Bretagne e l'11 novembre occupò Pontorson, lasciando sul posto il generale François de Lyrot per proteggere le retrovie da un possibile attacco delle truppe repubblicane dell'esercito delle coste di Brest e dall'esercito dell'Ovest che si unirono a Rennes. Il 13 novembre l'esercito vandeano entrò a Avranches, lasciando lì le loro donne, i bambini, gli anziani e i sacerdoti, protetti dalle truppe di Charles de Royrand, Jacques de La Fleuriais e Rostaing.
Nel frattempo il generale Henri Forestier lanciò un attacco con pochi cavalieri su Mont-Saint-Michel, riuscendo a conquistarlo e liberando 300 sacerdoti refrattari che erano lì detenuti; di questi tuttavia solo 60 accettarono di fuggire con loro, gli altri preferirono rimanere lì per paura delle possibili rappresaglie.

## La battaglia
Il 14 novembre 25 000 vandeani si presentarono davanti Granville. La città era difesa da 5 500 uomini comandati da generali Peyre e Vachot e dal rappresentante in missione Jean-Baptiste Le Carpentier.
I generali vandeani fecero inviare tramite due prigionieri repubblicani una lettera di resa, ma non ricevettero alcuna risposta se non un'ora più tardi, ma dal fuoco d'artiglieria. La fanteria vandeana fece partire l'attacco guadagnando la borgata Saint-Antoine che i repubblicani avevano evacuato: questi ultimi infatti si erano tutti andati a rifugiare nel castello. I vandeani non riuscirono ad entrare nella fortezza, perché non avevano armi d'assedio ad eccezione di alcune scale che però erano troppo corte.

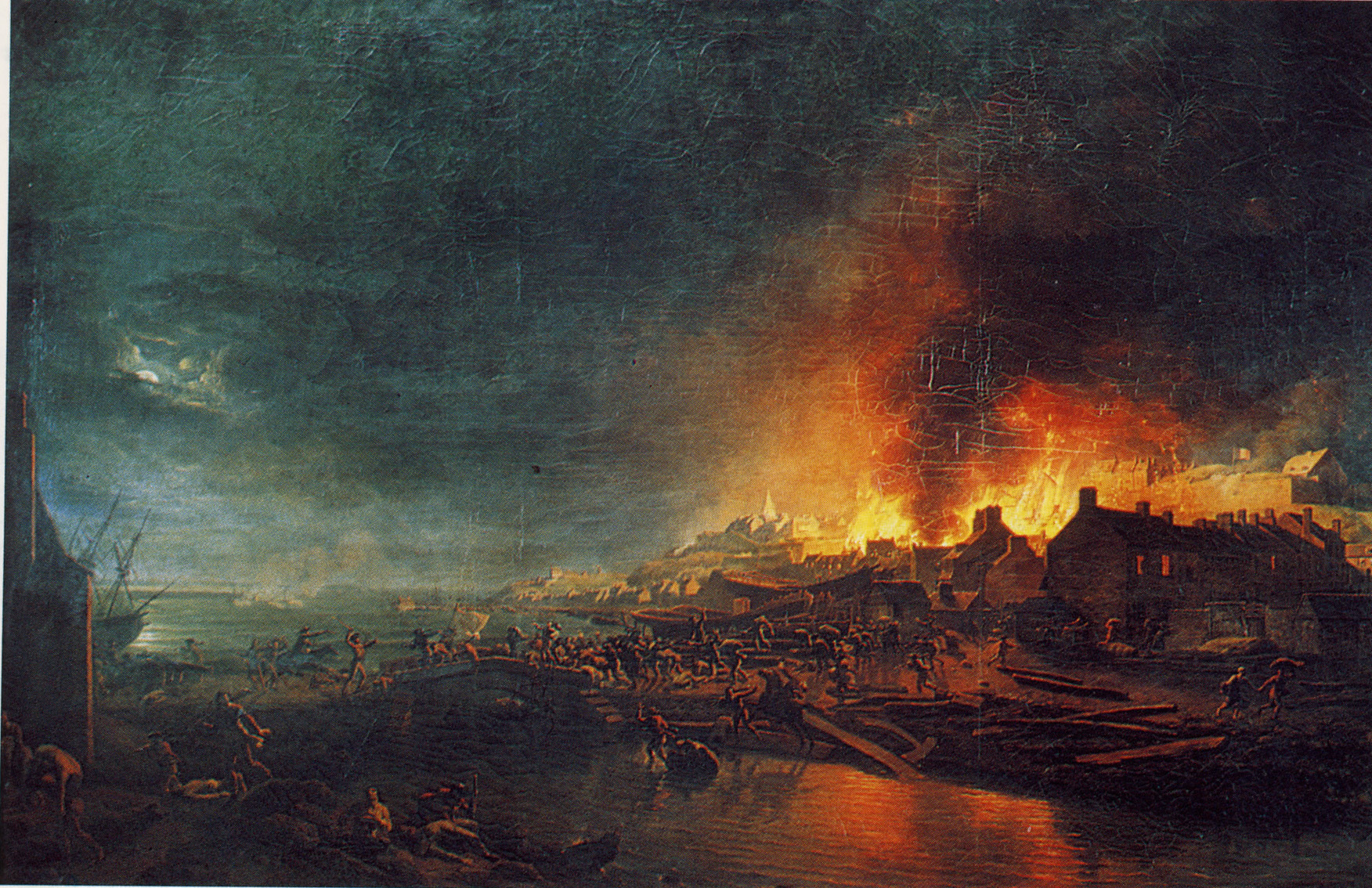
L'incendio di Granville, in un dipinto di Jean-François Hue

I combattimenti cessarono con il calar della notte e i vandeani si ritirarono nelle case di periferia. I repubblicani tuttavia temevano che i loro avversari avrebbero tentato un attacco notturno così pensarono di creare un diversivo che non gli avrebbe permesso l'attacco: un piccolo gruppo di soldati fu inviato di nascosto fuori dalla fortezza e, approfittando dell'oscurità, appiccò vari incendi nelle case in cui si trovavano i vandeani. La rapida diffusione del fuoco costrinse i vandeani a scappare in fretta da quella zona e gli stessi repubblicani dovettero far fronte all'incendio che si era propagato anche nelle zone più centrali della città.
La mattina seguente, i vandeani tentarono un secondo assalto guidati da Henri de La Rochejaquelein approfittando della bassa marea. Si divisero in due gruppi e circondarono le fortificazioni. Il primo gruppo, il più grande, attaccò la muraglia, il secondo prese i repubblicani alle spalle passando per la spiaggia. Tuttavia entrambi i gruppi furono rallentati da due piccole cannoniere repubblicane provenienti da Saint-Malo, che erano appena arrivate in rinforzi, sebbene un piccolo gruppo di chouan comandato da Aimé Picquet du Boisguy e Jean-Louis Treton riuscì a entrare nella fortezza. Alla fine però alcuni soldati vandeani si fecero prendere dal panico e si diedero alla fuga, il panico finì per diffondersi anche nel resto dell'esercito e l'assedio di Granville fu tolto.
La rabbia dei vandeani fu rivolta contro gli inglesi, che non erano arrivati in supporto, l'isola di Jersey era vicina e i vandeani credevano che gli inglesi sarebbero accorsi in loro aiuto appena avrebbero sentito i cannoneggiamenti. In realtà a Jersey, la flotta britannica comandata da Francis Rawdon-Hastings era pronta ad intervenire ma non fu informata che i vandeani avevano preso d'assedio Granville, cosa che venne a sapere solo nelle settimane successive, per questo non accorse in loro aiuto.
Durante la ritirata verso Avranches, i vandeani furono inseguiti dai repubblicani che riuscirono ad ucciderne diverse centinaia.

## Le conseguenze
Henri de La Rochejaquelein, nonostante la sconfitta non si arrese. Arrivato a Avranches, decise di marciare su Cherbourg. Dopo aver riunito un'avanguardia di 1 000 uomini prese Villedieu-les-Poêles, che non era difesa dalle truppe repubblicane e che presero senza combattere, anche se gli abitanti non li accolsero favorevolmente e li fecero oggetto di lanci di pietre.
Il grosso dell'esercito, rimase però a Avranches, anche perché si rifiutarono di continuare ad andare ancora più a nord e dopo le esortazioni di padre Rabin, decisero di invertire la marcia verso sud, con l'intenzione di tornare in Vandea. La Rochejaquelein assecondò quindi la volontà dei suoi uomini e mosse verso sud, venendo tuttavia fermato a Pontorson dalle truppe repubblicane con cui si scontrò in battaglia.
Nel frattempo, d'Obenheim disertò durante la ritirata e si arruolò nell'esercito repubblicano, ormai non c'erano più dubbi sul fatto che propose di attaccare Granville, troppo ben difesa per essere conquistata, per favorire i repubblicani che, come aveva previsto, riuscirono a sconfiggere i vandeani.